# Suchý Důl
Suchý Důl är en ort i Tjeckien. Den ligger i den nordöstra delen av landet, 140 km öster om huvudstaden Prag. Suchý Důl ligger 493 meter över havet och antalet invånare är 415.
Terrängen runt Suchý Důl är varierad, och sluttar norrut. Runt Suchý Důl är det ganska tätbefolkat, med 60 invånare per kvadratkilometer. Närmaste större samhälle är Náchod, 15,5 km sydväst om Suchý Důl. I omgivningarna runt Suchý Důl växer i huvudsak blandskog.